# Климовичское гетто
Гетто в Кли́мовичах (август 1941 — 20 ноября 1941) — еврейское гетто, место принудительного переселения евреев города Климовичи Могилёвской области в процессе преследования и уничтожения евреев во время оккупации территории Белоруссии войсками нацистской Германии в период Второй мировой войны.

## Оккупация Климовичей и создание гетто
В Климовичах по переписи 1939 года проживало 1693 евреев из 9551 всех жителей.
Климовичи находились под немецкой оккупацией 2 года и 1,5 месяца — с 10 августа 1941 года до 28 сентября 1943 года.
К началу августа 1941 года евреев в городе уже почти не осталось, но около 1000 евреев из разных мест Беларуси, пытавшихся убежать от приближающегося фронта, скопились в Хотимске в 50 км от Климовичей, и не смогли уйти дальше на восток. Немцы настигли их и заставили вернуться в Климовичи.
В Климовичах нацисты первым делом организовали полицию из местных коллаборационистов. Первыми в полицию записались братья Осмоловские. Старостой был назначен бывший плотник Щербаков.
Сразу после захвата города везде был развешен приказ коменданта: «Кто переступит границу города, того расстреляют вместе с семьёй», а «лицам еврейской национальности выходить из своих домов нельзя, туда-то (список мест) заходить нельзя». К евреям нельзя было приходить, за это полагался расстрел.
И взрослых, и детей заставили под страхом смерти нашить на верхней одежде шестиконечные звезды и таким же знаком пометить свои жилища.
Ещё до организации гетто, немцы для устрашения казнили десять самых уважаемых и авторитетных евреев. Этим нацисты хотели лишить еврейскую общину руководства и заранее убить тех, кто потенциально мог организовать или возглавить сопротивление.
Евреев сразу стали гонять на принудительные работы. Работать обязаны были все евреи, кроме стариков и детей. Даже если никакой работы не было, заставляли просто мести улицу. Для контроля исполнения немецких приказов в отношении евреев оккупанты организовали юденрат, председателем которого назначили бывшего начальника пожарной охраны Климовичей Родина. В рамках реализации нацистской программы уничтожения евреев в Климовичах было создано гетто.

## Условия в гетто

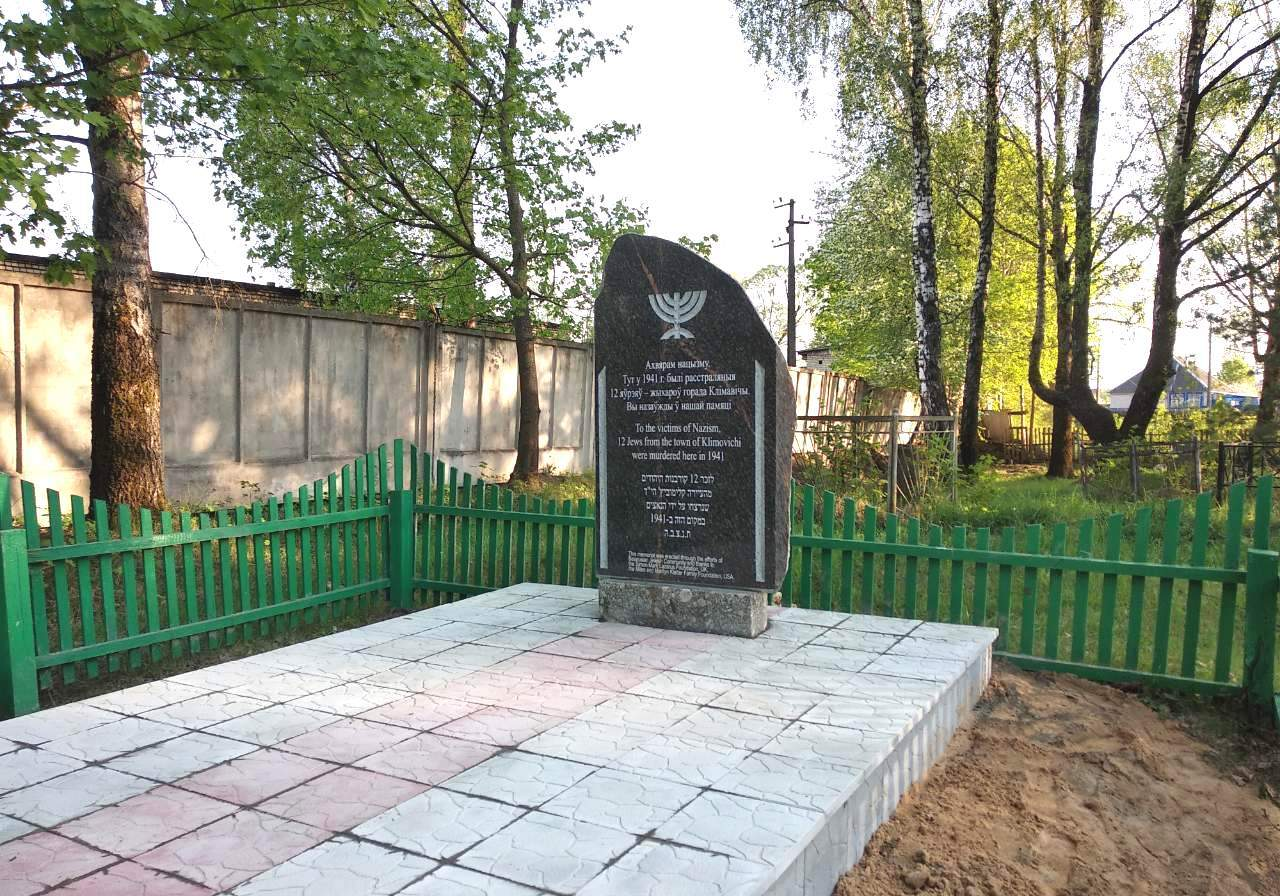
Мемориал на еврейском кладбище

Полицаи ходили по еврейским домам и требовали золото, так как верили распространённых слухам о тайном богатстве евреев. Рядом с Климовичами в еврейском местечке Карпачи полицаи долго издевались над 14-летней девочкой Ритой Гафт с криками: «Показывай, где отец закопал золото!». Грабёж шёл медленно, и немцы заставили 12 уважаемых евреев ходить по домам вместе со Щербаковым и уговаривать сдавать золото и ценные вещи. Среди этих евреев, вынужденных под страхом смерти заниматься подобными уговорами, были: кузнец Мордхе Черниловский, печник Хазанов, аптекарь Данович, братья Давид и Айзик Слуцкеры, Янкив Кренгауз, Веля Копылов, Исаак Зак, Карасик. Драгоценности собирались в очень малом количестве, и разочаровавшиеся немцы в конце августа 1941 года расстреляли всех 12 человек, включая Родина, на еврейском кладбище.
Уйти из Климовичей физически было возможно, но решившемуся бежать нужно было сделать страшный выбор — в случае побега еврея немцы убивали всех его оставшихся родственников. Другой причиной оставаться в гетто было то, что евреям практически некуда было податься. Прятаться в деревнях из-за полицаев было невозможно, а в лесах ждала смерть от голода, холода и разных бандитских групп — казалось, что полуголодное существование в гетто всё-таки лучше. Примкнуть к партизанам было очень трудно — их нужно было ещё найти, но и тогда далеко не всех принимали в отряд, особенно евреев. Также многие свидетели рассказывали, что первое время мало кто верил слухам о массовом уничтожении евреев, потому что в сознании нормального человека это просто не укладывалось.

## Уничтожение гетто
6 ноября 1941 года молодых евреев отобрали и отправили работать на спиртзавод. Оставшихся — стариков и детей — полицаи под руководством немцев выгнали из домов и, избивая, согнали к гаражам возле больницы. Над городом, по свидетельствам очевидцев, «стоял плач и вой». На окраине города за речкой Калиницей у старого аэродрома напротив деревни Долгая Дубрава была огромная яма. Обречённых евреев выстроили в длинную колонну для расстрела — от гаражей через мост и вверх по дороге до самой ямы, ставшей братской могилой. Вокруг простиралось чистое поле, бежать было невозможно. Заставляли раздеваться догола, по одному подводили к яме и расстреливали. Убийство продолжалось целый день, в конце привели и убили тех, кто утром был оставлен для работы. Детей, по свидетельствам очевидцев, убивали лопатами, бросали в яму живыми или расстреливали, подбрасывая в воздух. Непосредственно расстреливали людей полицейские, а эсэсовцы отдавали команды. Всего за 6-7 ноября 1941 года были убиты более 800 евреев.
Кроме нескольких портных и сапожников, которых немцы держали для своих нужд, в живых из климовичских евреев после этой «акции» (таким эвфемизмом гитлеровцы называли организованные ими массовые убийства) осталось только около 80 человек.
После расстрела немцы приказали одежду убитых и всё имущество евреев снести в полицию, после чего устроили бесплатную раздачу вещей убитых для местного населения. По воспоминаниям очевидцев, люди в этом «магазине» «душились в четыре очереди».
20 ноября оставшихся в живых после 6 ноября евреев отвели на «Меловую гору» — место на окраине Климовичей у речки Лабжанки, где раньше добывали известь, — и расстреляли.
После этого убийства в Климовичах осталось только несколько евреев-специалистов в домике у тюрьмы. До сих пор не удалось установить, сколько их было, и когда и где их расстреляли. Известно только, что их точно убили, и что среди них был инвалид сапожник Индин с семьей.
Были случаи, когда в Климовичи приходили евреи-красноармейцы, выбиравшиеся из окружения. Большей частью их выслеживали — так были пойманы и расстреляны Григорий Фельдман, Григорий Кац, учитель Перчин, Абрам Суранович.
12 апреля 1943 года, несмотря на то, что евреев в Климовичах уже не осталось, эсэсовцы выискали и собрали в тюрьме вдов евреев, хотя они не были еврейками, детей от смешанных браков, несколько цыганских семей. Спасти ребёнка можно было только доказав, что его отец не еврей. Для такого доказательства немцы требовали подписи 20 свидетелей. У русской вдовы Берлинского было двое детей: девочка 7 лет, похожая на мать, и мальчик 6 лет, похожий на отца. Она сумела собрать требуемое количество подписей, что её дети якобы были не от мужа, но мальчика все равно убили, а девочку оставили в живых. Родственники-белорусы уговорили полицейского Агеева признать своим ребёнком одну из двух сестёр — дочерей еврея Бориса Чемоданова — Галину, похожую на мать, а вторая сестра Тамара, брюнетка, была обречена. Всех убили в урочище Выдринка.

## Героизм и сопротивление
Около отделения госбанка Климовичей в здании тюрьмы содержали евреев, имеющих нужные немцам специальности. Эти евреи тайком помогали партизанам, но однажды полицай Мешковский заметил у них посыльного от партизан из отряда «За Родину», донёс немцам, и 12 евреев-мастеров расстреляли на Выдринке.
В 1942 году вдова кузнеца Хаима, которого немцы убили вместе с их старшей дочерью, осталась одна с маленьким сыном. Соседи-белорусы предлагали ей помощь в побеге из гетто Климовичей, но она отвечала только одно: «Не могу! Они здесь умерли, и я здесь умру», пока нацисты не нашли их и убили.
У Ани Барановой один ребёнок был от русского мужа, а другой — от еврея. Когда его забирали, она сказала: «Нет! Кто их рожал? Я рожала. Они умрут и я с ними». Их расстреляли всех троих.

## Случаи спасения
Фаня Маневич 6 ноября 1941 года убежала из гаража, где евреев держали, пока готовили яму для расстрела, сумев (один из уникальных случаев помощи евреям со стороны немцев) упросить одного пожилого немца из оцепления выпустить её. Нина Винокурова, выдававшая себя за русскую, была отправлена на работу в Германию и выжила. Сумели бежать и далее сражались в партизанских отрядах Хайморе Хазанов, Хана Козлова, семья Гуревич.
Раю Школьникову спас полицейский Ефимов, выдав за свою дочь. Еврейских детей Нину и Леню Козловых спасла семья Павла Аксеновича Позднякова, приняв их к себе. Несколько недель, рискуя жизнью, семью Гуревичей и Гирша Синицкого прятал Василий Петрович Языменко.
Всего из климовичских евреев, не успевших эвакуироваться, спаслись во время Катастрофы только 15 человек: Бела Стукало, Фаня Маневич, Лейбе и Груня Гуревич с дочерью Раей, Хана Козлова с детьми Ниной и Леней, Этта Натапова и её отец Мойше-Гдалес, Рая Школьникова и две её двоюродные сестры, Нина Винокурова, Хайморе Хазанов.

## Память
В конце 1950-х годов на братской могиле 900 евреев на окраине Климовичей, за больницей (ныне улица Березовая), родственники погибших установили памятник с шестиконечной звездой и надписями на идише и русском языках. Звезду в дальнейшем сбили по распоряжению местных властей, сказав евреям, что «этот „фашистский знак“ должен быть убран», и восстановили в конце 1980-х годов.